# Centro direzionale de Naples

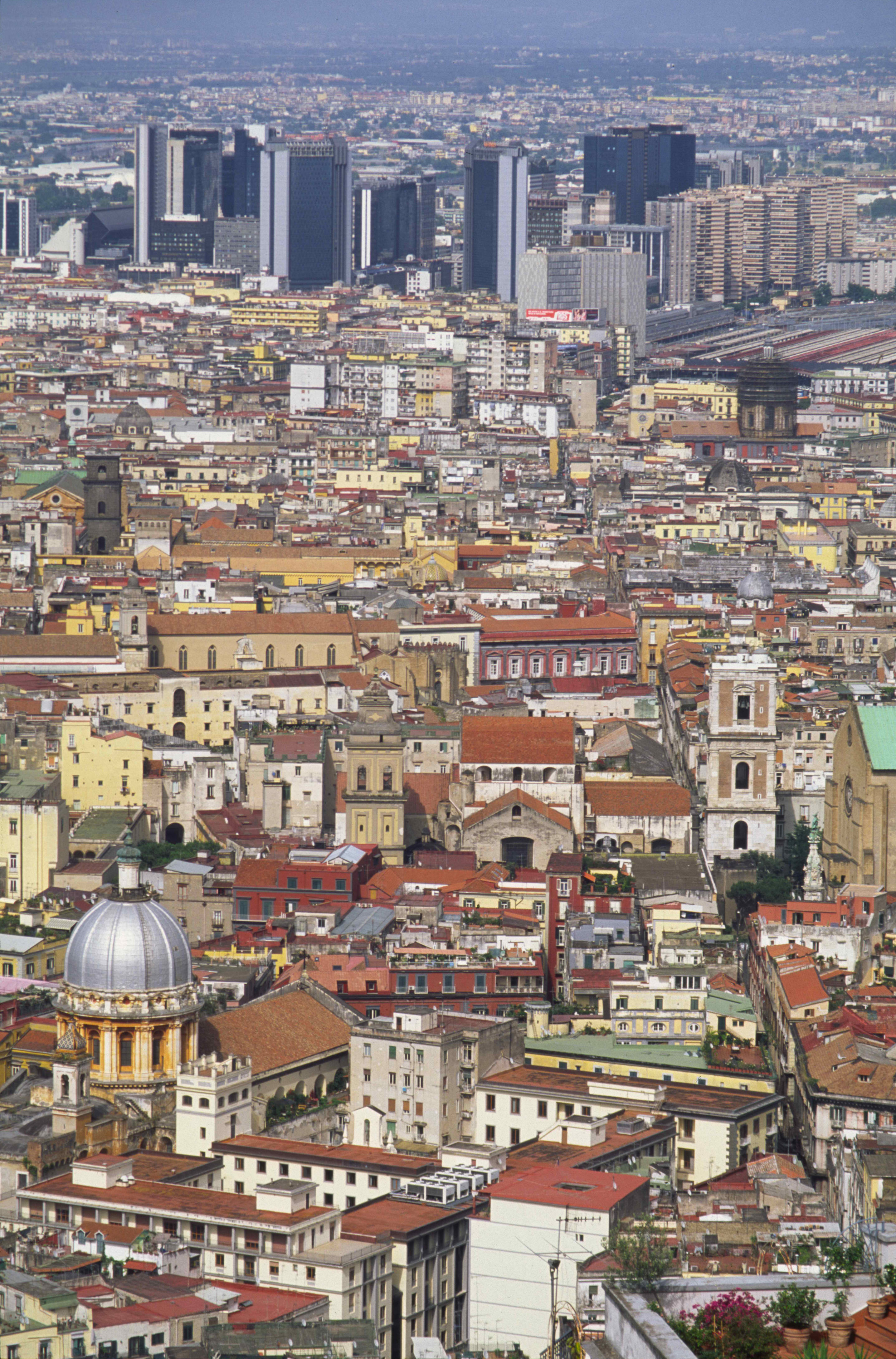
Le Centro direzionale depuis le Château Sant'Elmo.

Le Centro direzionale de Naples (CDN) est un ensemble urbain formé de modernes gratte-ciel situé dans le quartier de Poggioreale (it) de Naples, près de la gare de Naples-Centrale, et qui constitue une véritable ville.
Conçu par l'architecte japonais Kenzo Tange, le complexe, dont la construction a débuté en 1985, est achevé en 1995. 

## Histoire
Les origines du centre remontent au milieu des années 1960, quand la ville de Naples décide de moderniser une zone industrielle abandonnée, d'environ 110 hectares, par la construction d'un nouveau quartier destiné principalement à des immeubles de bureaux.
La construction des gratte-ciel a été réalisée aussi par d'autres architectes de renommée internationale, parmi lesquels Renzo Piano qui dessina le bâtiment Olivetti, Massimo Pica Ciamarra entouré d'une équipe d'architectes qualifiés s'occupa des deux tours Enel, et Nicola Pagliara (it) conçut les tours de la Banco di Napoli (it) ainsi que les bâtiments de l'Edilres.
Aujourd'hui, le Centro direzionale accueille un grand nombre de bureaux, centres d'affaires, banques, annexes universitaires et hôtels.

## Urbanisme
L'ensemble du projet est articulé autour d'un grand et large axe piétonnier central bordé d'espaces verts et où se succèdent des places (certaines équipées de fontaines) de diverses formes et dimensions…
Au-dessus de cette voie principale se trouvent de nombreux parkings, escaliers mécaniques et de vraies artères reliant la partie la plus périphérique du complexe architectural avec le centre-ville. Une église de forme futuriste y est également érigée. La Tour Telecom Italia, avec ses 129 mètres de hauteur, est le plus haut bâtiment du site.
Vu de la colline de Vomero, l'entier complexe confère au panorama de la ville un inévitable contraste entre les vestiges du centre historique et la modernité des gratte-ciel qui s'élèvent imposants avec en toile de fond le Vésuve.
En sous-sol, se trouve la  Ligne 3 (it) du métro de Naples  reliée à travers un passage souterrain à la gare Centro Direzionale (it) de la ligne du chemin de fer Naples-Nola-Baiano, tout comme la future ligne 1, actuellement en construction.
En outre, depuis 2007, le Centro direzionale abrite également le nouveau siège de la Faculté de Polytechnique de l'Université de Naples - Parthénope.